# Rucervus
Rucervus är ett släkte i familjen hjortdjur med två nu levande och en utdöd art.
Arterna förekommer eller förekom i träskmarker i Indien och i Sydostasien. De kännetecknas av långa extremiteter. Arternas kranium har ungefär samma konstruktion som hos släktet Dama (med bland annat dovhjort). Avvikande är detaljerna vid näsan. Dessa hjortdjur saknar övre hörntänder.
Arter enligt Mammal Species of the World och IUCN:
- Barasingahjort (Rucervus duvaucelii)
- Lyrhjort (Rucervus eldii)
- Rucervus schomburgki (utdöd 1938)